# Matthew Upson
Matthew James Upson (Hartismere, Inglaterra, 18 de abril de 1979) es un exfutbolista inglés. Jugaba de defensa y jugó por última vez con el Milton Keynes Dons de Inglaterra. 

## Selección nacional
Fue internacional con la selección de fútbol de Inglaterra en 21 ocasiones y anotó dos goles.

### Participaciones en Copas del Mundo
| Mundial                               | Sede      | Resultado        |
| ------------------------------------- | --------- | ---------------- |
| Copa Mundial de Fútbol Sub-20 de 1997 | Malasia   | Octavos de final |
| Copa Mundial de Fútbol de 2010        | Sudáfrica | Octavos de final |

## Clubes
| Club                                  | País       | Año       |
| ------------------------------------- | ---------- | --------- |
| Luton Town F. C.                      | Inglaterra | 1996-1997 |
| Arsenal F. C.                         | Inglaterra | 1997-2003 |
| Nottigham Forest F. C. (cedido)       | Inglaterra | 2000      |
| Crystal Palace F. C. (cedido)         | Inglaterra | 2001      |
| Reading F. C. (cedido)                | Inglaterra | 2002      |
| Birmingham City F. C.                 | Inglaterra | 2003-2007 |
| West Ham United F. C.                 | Inglaterra | 2007-2011 |
| Stoke City F. C.                      | Inglaterra | 2011-2013 |
| Brighton & Hove Albion F. C. (cedido) | Inglaterra | 2013      |
| Brighton & Hove Albion F. C.          | Inglaterra | 2013-2014 |
| Leicester City F. C.                  | Inglaterra | 2014-2015 |
| Milton Keynes Dons F. C.              | Inglaterra | 2015-2016 |

## Palmarés

### Campeonatos nacionales
| Título              | Club          | País       | Año  |
| ------------------- | ------------- | ---------- | ---- |
| Premier League      | Arsenal F. C. | Inglaterra | 2002 |
| FA Community Shield | Arsenal F. C. | Inglaterra | 2002 |